# Otoglossum harlingii
Otoglossum harlingii är en orkidéart som först beskrevs av John E. Stacy, och fick sitt nu gällande namn av Norris Hagan Williams och Mark W. Chase. Otoglossum harlingii ingår i släktet Otoglossum och familjen orkidéer. Inga underarter finns listade i Catalogue of Life.